# Targionia hypophylla
Targionia hypophylla är en bladmossart som beskrevs av Carl von Linné. Targionia hypophylla ingår i släktet Targionia och familjen Targioniaceae. Inga underarter finns listade i Catalogue of Life.